# 國旗下講話
國旗下講話是1990年代起至今在中華人民共和国幼兒園、小学、中學校內升国旗仪式裡的常見組成部份，由教师、劳动模范、先进人物、优秀學生在同學面前讲话。是中華人民共和國愛國主義教育的一部份，增强幼兒園及以上学生热爱祖国的使命感和责任心。国旗下讲话是教育部依据1990年《中华人民共和国国旗法》做出的规定，中国大陆的学校普遍实施，不晚於1996年已有學術論文研究。
2019年由于香港反送中运动，有人提出澳门香港中小学也应严格实施升降国旗制度。